# 승복
승복(僧服) 또는 법복(法服)은 승려들이 종교활동이나 포교를 할 때 착용하는 제복이다. 승려복(僧侶服)이나 법의(法衣), 법복(法服)이라고도 한다. 북방불교의 법복은 회색으로 되어 있는데 남방불교의 법복은 주황색으로 되어 있다. 하지만 나라마다 약간의 차이는 있다. 스리랑카와 태국의 승복이 오렌지에 가까운 주황색이라면 미얀마의 승복은 갈색 빛이 많이 도는 주황색이다. 인도의 승복은 노란빛이 훨씬 많이 도는 주황색을 띄고 있다. 그리고 라마교의 법복은 붉은색으로 되어 있다. 한편, 안에 입는 회색 승복은 장삼이며, 겉에 입는 장방형의 포는 가사로 구분하기도 한다.
1. ↑  “남방 가사색 흙물에서 유래 북방 기후-문화 영향 ‘각각’”. 2004년 8월 10일. 2024년 5월 7일에 확인함.